# Amplitude da maré

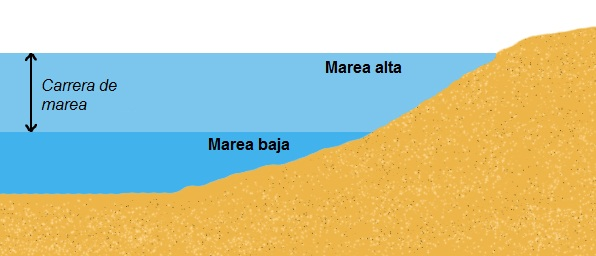
A amplitude da maré é a diferença entre o nível da água na maré alta e na maré baixa subsequente.

Amplitude da maré é a diferença vertical entre o nível da maré alta (preiamar) e da maré baixa (baixa-mar) em um mesmo ciclo de maré. Essa variação é causada pela combinação das forças gravitacionais exercidas pela Lua, pelo Sol e pelos efeitos da rotação da Terra sobre os oceanos. A amplitude das marés varia no tempo e no espaço, sendo influenciada por fatores astronômicos, geográficos e meteorológicos.

## Componentes harmônicas
As marés são compostas por diversos componentes harmônicos, que são combinações das forças astronômicas. Os principais constituintes são M₂ (maré lunar semidiurna principal), S₂ (solar semidiurna), O₁ (lunar diurna) e K₁ (lunar-solar diurna). A composição e predominância desses componentes varia conforme a latitude e a geografia da região. No Brasil, por exemplo, a maré é predominantemente semidiurna, mas regiões do sul apresentam aumento relativo dos componentes diurnos.

## Variação geográfica
A amplitude da maré pode variar de poucos centímetros em mar aberto até mais de 16 metros em regiões como a Baía de Fundy, no Canadá. No Brasil, ela varia de cerca de 0,4 metros no litoral sul até cerca de 8 metros no litoral norte do Maranhão, especialmente em ambientes estuarinos.

## Aplicações práticas
A amplitude da maré influencia diretamente a navegação marítima, construção de portos, previsão de inundações e geração de energia maremotriz. Ela também interfere em medições geodésicas e no posicionamento de estações GNSS próximas à costa, devido à carga oceânica.